# Huis Romanov
Het huis Romanov (Russisch: Рома́нов) is de dynastie die circa 304 jaar over Rusland geregeerd heeft. De familie Romanov stierf al vrij snel uit in mannelijke lijn (Elisabeth I was de laatste "volle" Romanov-tsarina), waarna een familielijn in vrouwelijke linie verder regeerde onder de naam Romanov-Holstein-Gottorp.
Er kwam een einde aan de dynastie toen de Russische Revolutie in 1917 uitbrak. De tsaar werd gevangengenomen en later met zijn hele gezin geëxecuteerd.
De vlag van het toenmalige keizerrijk Rusland was gelijk aan die van het huis Romanov.

## Oorsprong
De Romanovs delen hun oorsprong met 24 andere Russische adellijke families. De eerste voorvader van al die families was een zekere Andrej Kobyla, die bekend is als Bojaar in dienst van Semjon I van Moskou. Latere generaties wezen aan Kobyla de meest illustere voorvaders toe. Aanvankelijk beweerde men dat hij uit Pruisen in 1341 naar Moskou kwam, waar zijn vader een beroemde rebel was geweest. In de late 17e eeuw, werd een fictieve lijn van zijn afstamming van Julius Caesar gepubliceerd.
Waarschijnlijk was de oorsprong van Kobyla minder spectaculair, doch met zekerheid is er niets over bekend. Kobyla is Russisch voor merrie en ook aan zijn verwanten werden bijnamen van paarden en huisdieren gegeven. Een van de zonen van Kobyla, Fjodor, Bojaar in de Bojarendoema van Dmitri Donskoi, werd de bijnaam Kosjka (kat) gegeven. Zijn nakomelingen namen de achternaam Kosjkin en veranderden het later in Zacharin. Deze laatste familie zou in twee takken verdeeld worden: Zacharin-Jakovlev en Zacharin-Joeriev. Tijdens de regeerperiode van Ivan de verschrikkelijke werd de eerste familie bekend als Jakovlev terwijl de kleinkinderen van Roman Zacharin-Joeriev hun naam in Romanov veranderden.
In 1613 koos de Zemski Sobor een neef van de laatste tsaar, Michaël Fjodorovitsj Romanov tot tsaar.
In 1913 werd het 300-jarig bestaan van de dynastie zeer uitgebreid gevierd. Een aantal edelen kreeg een gedeeltelijk verguld zilveren ereteken, het Herdenkingsdecoratie voor het 300-jarig bestaan van de Romanov-dynastie, dat op de borst gedragen mocht worden. Op het ereteken is binnen een lauwerkrans een met een zwaard en een rond schild bewapende griffioen in filigrain (fijn goud- en zilverdraadwerk) aangebracht. Het zou om het oudste wapenschild der Romanovs gaan.